# Orimarga fryeri
Orimarga fryeri är en tvåvingeart som beskrevs av Edwards 1912. Orimarga fryeri ingår i släktet Orimarga och familjen småharkrankar. Inga underarter finns listade i Catalogue of Life.